# Won Bin
Đây là một tên người Triều Tiên, họ là Won.
Won Bin tên thật là Kim Do Jin (Hangul: 김도진, Kim Đạo Chấn) là một nam diễn viên điện ảnh Hàn Quốc.

## Sự nghiệp

### Phim truyền hình
Khởi đầu sự nghiệp với phim Câu chuyện của chúng tôi khá ăn khách, Won Bin lọt vào mắt các nhà làm phim tiếng tăm. Anh tiếp tục được chọn đóng vai chính cùng Kim Hee Sun trong Lời đề nghị và một vài dự án khá ấn tượng khác. Sau bộ phim Hai giờ chiều thứ bảy, Won Bin đã có cơ hội toả sáng khi được nhắm cho vai chính thứ hai sau Song Seung Hun trong Trái tim mùa thu.

Ngay lập tức, sau thành công của Trái tim mùa thu (phim xuất sắc nhất năm 2000), Won Bin đã ký được nhiều hợp đồng quảng cáo liên tiếp với thù lao kếch xù. Won Bin trở thành nam diễn viên đầu tiên ký hợp đồng quảng cáo bia có thù lao lên đến 4 tỷ Won! Không những thế, cái t ên Won Bin trở thành biểu tượng tình yêu của các thiếu nữ. Anh có mặt ở hàng Top trong các cuộc bầu chọn "mỹ nam", không chỉ ở xứ Hàn mà tại Nhật và Trung Quốc cũn lên "cơn sốt" với Won Bin. Năm 2000, giải Nam diễn viên xuất sắc nhất của KBS đã "lọt" vào tay anh. Mới đây, qua cuộc bình chọn Nam diễn viên được yêu thích nhất của các fan thông qua tạp chí thời trang uy tín hàng đầu Nhật Bản, Won Bin đã vượt qua cả Bae Yong Jun và Park Yong Ha để giành vị trí đầu bảng với số phiếu bầu gấp đôi Bae Yong Jun (người được fan Nhật "phong tước Hoàng đế" Yon

### Điện ảnh
Bộ phim Cờ thái cực giương cao (năm 2004) do Won Bin đóng vai chính cùng Jang Dong Gun đã trở thành phim ăn khách nhất mọi thời đại của lịch sử điện ảnh Hàn Quốc và cũng là phim đoạt nhiều giải thưởng nhất: 23 giải thưởng quan trọng trong các LHP trong và ngoài nước (có đến 1/4 dân số Hàn Quốc xem phim này). Thậm chí, diễn viên điện ảnh Thành Long cũng đã thừa nhận mình bật khóc khi xem phim.
Sau thành công đáng kinh ngạc của phim này, cái tên Won Bin đã trở thành tên bảo chứng cho nhiều thương hiệu (quảng cáo nhiều hơn cả "anh trai" Jang Dong Gun) và khẳng định tài năng của anh trong lĩnh vực điện ảnh và truyền hình. Đặc biệt, sau khi phim này thành công tại Mỹ, Won Bin đã có tên trong danh sách 10 "mỹ nam" quyến rũ nhất thế giới năm 2004 trong một cuộc bình chọn hàng năm tại Mỹ Coolest guy celebrity!
Tiếp theo Cờ thái cực, bộ phim Anh trai tôi của đạo diễn An Kwan Tae do Won Bin và Lee Bo Young đóng đã thu hút trên 2 triệu lượt người xem chỉ sau hai tuần công chiếu và đứng đầu bảng xếp hãng các phim ăn khách nhất. Như vậy năm 2004 Won Bin có tới hai bộ phim ăn khách nhất.

### Quảng cáo
Won Bin là "chủ bài" cho nhiều hãng thời trang nổi tiếng và cả những thương hiệu nước giải khát, xe hơi và điện thoại di động.

## Đời tư
Chuyện đời tư của con người đình đám này thật ngạc nhiên là... không có gì để nói. Có lẽ vì Won Bin là người rất "kín tiếng" nên cánh nhà báo chẳng thể nào moi được những chuyện riêng tư về anh. Nụ cười hiền hậu và trầm lặng theo Won Bin từ thời còn là sinh viên Đại học Nghệ thuật Beak Jea người ta nói nhiều về thành công của anh, còn anh thì không nói gì nhiều. Tuy nhiên, chính Won Bin là người thường xuyên gặp gỡ các fan nhất trả lời thắc mắc của họ về sở thích, chuyện đóng phim... tất cả chỉ trừ chuyện về cuộc sống riêng tư.
Đến nay, người ta nói đến Won Bin với vai trò là một diễn viên điện ảnh tài năng, một người mẫu đắt giá, một anh chàng hiền lành, một nụ cười trong sáng, một trong những người đàn ông hấp dẫn nhất... không cần sự phô trương để đánh bóng, Won Bin tự thân mình đã toả sáng.

## Các phim đã đóng

### Phim truyền hình
| Năm  | Tiêu đề                        | Vai trò        | Kênh      |
| ---- | ------------------------------ | -------------- | --------- |
| 1997 | Propose                        |                | KBS       |
| 1998 | Ready, Go!                     | Han Seung-joo  | MBC       |
| 1999 | Kwangki                        | Kang Min       | KBS       |
| 2000 | Small Station                  |                | KBS       |
| 2000 | Tough Guy's Love (aka: Kkokji) | Song Myung-tae | KBS       |
| 2000 | Autumn in My Heart             | Han Tae-suk    | KBS       |
| 2002 | Friends                        | Kim Ji-hoon    | TBS & MBC |

### Phim điện ảnh
| Năm  | Tiêu đề              | Tên tiếng Hàn   | Vai trò      |
| ---- | -------------------- | --------------- | ------------ |
| 2001 | Guns & Talks         | 킬러들의 수다   | Ha-yun       |
| 2004 | Taegukgi             | 태극기 휘날리며 | Lee Jin-seok |
| 2004 | My Brother           | 우리형          | Jong-hyun    |
| 2009 | Mother               | 마더            | Do-joon      |
| 2010 | The Man from Nowhere | 아저씨          | Cha Tae-sik  |

## Giải thưởng và đề cử
| Năm                                   | Giải thưởng                                                    | Thể loại                       | Đề cử                                | Kết quả   | Chú thích |
| ------------------------------------- | -------------------------------------------------------------- | ------------------------------ | ------------------------------------ | --------- | --------- |
| 1999                                  | KBS Drama Awards                                               | Diễn viên mới xuất sắc         | Ad Madness                           | Đoạt giải |           |
| 2000                                  | KBS Drama Awards                                               | Giải xuất sắc, diễn viên       | Tough Guy's Love, Autumn in My Heart | Đoạt giải |           |
| 2001                                  | 37th Baeksang Arts Awards                                      | Diễn viên mới xuất sắc trên TV | Autumn in My Heart                   | Đoạt giải |           |
| 2001                                  | 22nd Blue Dragon Film Awards                                   | Diễn viên mới xuất sắc         | Guns & Talks                         | Đề cử     |           |
| 2004                                  | 12th Chunsa Film Art Awards                                    | Diễn viên mới xuất sắc         | Taegukgi                             | Đoạt giải |           |
| 2004                                  | 27th Golden Cinematography Awards                              | Diễn viên mới xuất sắc         | Taegukgi                             | Đoạt giải |           |
| 2004                                  | 3rd Korean Film Awards                                         | Diễn viên xuất sắc             | My Brother                           | Đề cử     |           |
| 2010                                  |                                                                |                                |                                      |           |           |
| 46th Baeksang Arts Awards             | Diễn viên xuất sắc                                             | Mother                         | Đề cử                                |           |           |
| 4th Asian Film Awards                 | Vai phụ xuất sắc                                               | Mother                         | Đề cử                                |           |           |
| 47th Grand Bell Awards                | Diễn viên xuất sắc                                             | The Man from Nowhere           | Đoạt giải                            | [ 1 ]     |           |
| 47th Grand Bell Awards                | Giải nổi tiếng                                                 | The Man from Nowhere           | Đoạt giải                            |           |           |
| 8th Korean Film Awards                | Diễn viên xuất sắc                                             | The Man from Nowhere           | Đoạt giải                            | [ 2 ]     |           |
| 31st Blue Dragon Film Awards          | Giải nổi tiếng                                                 | The Man from Nowhere           | Đoạt giải                            |           |           |
| 31st Blue Dragon Film Awards          | Diễn viên xuất sắc                                             | The Man from Nowhere           | Đề cử                                |           |           |
| 6th University Film Festival of Korea | Diễn viên xuất sắc                                             | The Man from Nowhere           | Đoạt giải                            |           |           |
| 2011                                  | 47th Baeksang Arts Awards                                      | The Man from Nowhere           | Diễn viên xuất sắc                   | Đề cử     |           |
| 2011                                  | 2nd Film Journalists Association Annual Film Awards (Hàn Quốc) | The Man from Nowhere           | Diễn viên xuất sắc                   | Đoạt giải |           |
| 2011                                  | 8th MaxMovie Awards (Hàn Quốc)                                 | The Man from Nowhere           | Diễn viên xuất sắc                   | Đoạt giải |           |
| 2011                                  | 48th Grand Bell Awards                                         | The Man from Nowhere           | Giải nổi tiếng                       | Đoạt giải | [ 3 ]     |

### Giải thưởng khác
- 2002: BVLGARI Brilliant Dreams Award (Nhật Bản)
- 2007: Được bổ nhiệm làm Đại sứ thiện chí của UNICEF
- 2011: Giải người đeo trang sức xuất sắc (Nhật Bản)

## Tin tức
- Tháng 6/2006, làng giải trí Hàn Quốc đã xôn xao vì việc Won Bin buộc xuất ngũ sớm do chấn thương nặng ở đầu gối. Anh đã trải qua một cuộc phẫu thuật nhưng do vết thương khá nặng, nên anh không thể ở lại trong quân ngũ và buộc phải trở về nhà để điều trị. Sau khi xuất ngũ, Won Bin dành phần lớn thời gian trong phòng tập, mong lấy lại thể lực và sớm trở lại với người hâm mộ.
- Từ 6.9, Won Bin sẽ chính thức trở lại sau 15 tháng với vai trò "Special Representative in Art for The Korean Committee for UNICEF". Anh sẽ góp mặt trong tất cả các sự kiện chính thức và các chiến dịch tuyên truyền có liên quan.